# Pawel Wladimirowitsch Bure
Pawel Wladimirowitsch Bure (russisch Павел Владимирович Буре; englische Transkription: Pavel Vladimirovich Bure; * 31. März 1971 in Moskau, nach anderen Quellen in Minsk Anm.) ist ein ehemaliger russischer Eishockeyspieler auf der Position des rechten Flügelstürmers. Seine professionelle Karriere begann 1987 beim HK ZSKA Moskau in der höchsten Spielklasse der Sowjetunion, der Wysschaja Liga. 1991 wechselte er nach Nordamerika in die National Hockey League (NHL), wo er bis zu seinem Karriereende 2005 für die Vancouver Canucks, Florida Panthers und die New York Rangers aktiv war. Während seiner Zeit in der NHL gewann er mehrere individuelle Auszeichnungen; unter anderem die Calder Memorial Trophy als bester Rookie 1992. Bure etablierte sich nach seinem Wechsel in die National Hockey League 1991 schnell als einer der torgefährlichsten Stürmer der Liga und war 1994, 2000 und 2001 bester Torschütze der NHL. Zusätzlich wurde er drei Mal in ein NHL All-Star-Team gewählt. Die Vancouver Canucks ehren den Spieler damit, dass sie seine Rückennummer 10 nicht mehr vergeben.
Auf internationaler Ebene gewann er mit der sowjetischen Nationalmannschaft unter anderem bei der Weltmeisterschaft 1990 die Goldmedaille sowie mit der russischen Auswahl bei den Olympischen Winterspielen 1998 die Silbermedaille. In Anerkennung seiner Leistungen wurde Pawel Bure 2012 mit der Aufnahme in die Hockey Hall of Fame und die IIHF Hall of Fame geehrt.

## Familie und Herkunft

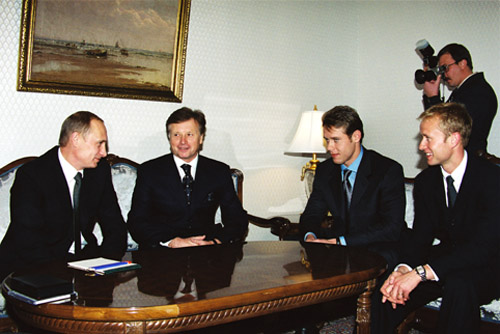
Pawel Bure (2. v. r.) neben seinem jüngeren Bruder Waleri Bure (ganz rechts) bei einem Treffen mit Russlands Staatspräsident Wladimir Putin (ganz links) und dem Präsidenten des russischen NOK Leonid Tjagatschew in der russischen Botschaft in Washington, D.C. (2001).

Bure stammt aus einer athletischen Familie. Sein Großvater väterlicherseits war Torwart im Wasserball und Olympiaschwimmtrainer. Sein Vater Wladimir Bure war erfolgreicher Schwimmer und vertrat die Sowjetunion bei den Olympischen Sommerspielen 1968, 1972 und 1976. Wladimir Bure gewann insgesamt vier olympische Medaillen, darunter die Bronzemedaille beim 100-Meter-Freistilfinale 1972, bei dem er zwar einen neuen Europarekord aufstellte, sich aber der US-amerikanischen Schwimmlegende Mark Spitz um eine halbe Sekunde geschlagen geben musste. Wladimir Bure ist Schweizer Abstammung; sein Familienzweig entstand in Furna im Kanton Graubünden. Darüber hinaus war er bis 1997 Pawels persönlicher Trainer.
Pawels jüngerer Bruder Waleri Bure war ebenfalls Eishockeyspieler und absolvierte insgesamt zehn Spielzeiten in der National Hockey League. In der Saison 2002/03 waren sie kurzzeitig Teamkollegen bei den Florida Panthers.
Pawel Bure wurde nach seinem Urgroßvater benannt, der Uhrmacher von Zar Alexander III. war. Die Bures waren von 1815 bis 1917 Uhrmacher der Zarenfamilien und genossen als Handwerker der Kaiserfamilie einen adeligen Status. Während seiner ersten längeren Verletzungspause 1995 unternahm er einen Versuch, das Uhrengeschäft seiner Vorfahren wiederzubeleben. 50 Nachbildungen der kaiserlichen Uhren wurden zu einem Preis von 30.000 US-Dollar angeboten; zusätzlich erhielten Russlands Staatspräsident Boris Jelzin, der Premierminister Wiktor Tschernomyrdin sowie Moskaus Bürgermeister Juri Luschkow je ein Exemplar.

## Karriere

### Anfänge in der Sowjetunion (1971–1987)
Bure wurde am 31. März 1971 in Moskau, nach anderslautenden Quellen in Minsk geboren. Anm. In seiner Kindheit in Moskau spielte er zunächst Streethockey und begann im Alter von sechs Jahren mit dem Eishockeysport. Bure absolvierte ein Probetraining in der Eishockeyschule des HK ZSKA Moskau und überzeugte das Trainerteam zunächst nicht von seinen Fähigkeiten. Daraufhin drohte sein Vater, der von einer Schwimmerkarriere seines Sohns träumte, ihn von der Schule abzumelden, sollten sich seine Leistungen nicht signifikant verbessern.
Im Juli 1982 war Bure einer von drei sowjetischen Nachwuchsspielern, die im Rahmen eines Fernsehspezials mit Wayne Gretzky und dem sowjetischen Nationaltorwart Wladislaw Tretjak trainieren durften. Im Alter von 14 Jahren wechselte er in das Juniorenteam vom HK ZSKA Moskau. Ein Jahr darauf reiste er zusammen mit der sowjetischen Juniorennationalmannschaft durch Kanada. Bei der Tour von Ottawa in Ontario nach Vancouver am Pazifischen Ozean bestritt er einige Testspiele gegen kanadische National-Hockey-League-Teams; darunter die Edmonton Oilers mit Gretzky und die Vancouver Canucks.

### Erfolge mit dem HK ZSKA Moskau (1987–1991)
Pawel Bure nahm im Alter von 16 Jahren vor Beginn der Spielzeit 1987/88 an der Saisonvorbereitung der Profimannschaft des HK ZSKA Moskau teil, wurde jedoch als zu jung und noch nicht bereit für die Wysschaja Liga, der höchsten sowjetischen Spielklasse, befunden. Trotzdem kam er in dieser Saison auf fünf Einsätze für die Moskauer, da der Verein im September 1987 mehrere Spieler im Zuge des Canada Cup 1987 für die sowjetische Nationalmannschaft abstellen musste.
In der folgenden Saison etablierte Bure sich als Stammspieler des ZSKA und stellte mit 17 Toren einen neuen sowjetischen Rekord für Rookies auf. Diese Bestmarke hatte 18 Jahre Gültigkeit und wurde von Alexei Tscherepanow überboten, der in der Saison 2006/07 18 Treffer erzielte. Zusätzlich steuerte Pawel Bure neun Torvorlagen bei. Der HK ZSKA Moskau sicherte sich am Ende der Spielzeit 1988/89 die 13. Meisterschaft in Folge und die 32. insgesamt. Bure selbst wurde am Ende der Saison zum besten Rookie der Wysschaja Liga gewählt.
Am Ende seiner dritten und letzten Profisaison in Moskau war Bure gemeinsam mit Waleri Kamenski erfolgreichster Scorer des ZSKA. Seine in 44 Partien erzielten 35 Tore waren ligaweit die Zweitmeisten. Am Vorabend des Canada Cup 1991 wurde Bure ein neuer Dreijahresvertrag vorgelegt. Bure entschied sich gegen eine Vertragsverlängerung und für einen Wechsel in die National Hockey League (NHL), weshalb er im letzten Moment aus dem Kader der Sowjetunion für das Turnier gestrichen wurde.

### Wechsel in die NHL

#### Draft-Kontroverse
Beim NHL Entry Draft 1989 wurde Bure in der sechsten Runde an 113. Position von den Vancouver Canucks ausgewählt. Diese Wahl war umstritten, da er als 18-Jähriger laut den damaligen NHL-Regularien in den ersten drei Runden hätte selektiert werden müssen; es sei denn, er hätte in den vorherigen zwei Spielzeiten mindestens elf Spiele pro Saison für seine Profimannschaft absolviert. Vancouvers Scout Mike Penny fand jedoch heraus, dass Bure auch nach der dritten Runde gedraftet werden durfte, wenn man Test- und Länderspiele zu den regulären Ligaspielen addiert. Mehrere Teams, die Interesse an dem Flügelstürmer hatten, wussten von dieser Regel und den zusätzlichen Spielen, waren sich aber ob der Verfügbarkeit des Spielers unsicher. Die Detroit Red Wings fragten bei NHL-Vizepräsident Gilbert Stein nach, ob sie Bure in der fünften Runde mit ihrem Wahlrecht selektieren dürfen, was dieser verneinte. Winnipeg Jets General Manager Mike Smith behauptete, mit dem sowjetischen Eishockeyverband eine Abmachung getroffen zu haben, die beinhaltete, dass der Verband Bure als dann 21-Jährigen 1992 zu den Jets in die NHL wechseln lässt. Im Gegenzug sollten die Jets von 1989 bis 1992 einmal jährlich eine Ablösesumme an den Verband überweisen. Smith hatte nicht vor, beim Entry Draft 1989 ein Wahlrecht für Bure zu verwenden, da er der Meinung war, dass dies gegen die Regularien verstößt.
Vancouvers General Manager Pat Quinn wollte Bure ursprünglich in der achten Runde draften, erfuhr aber, dass die Edmonton Oilers ähnliches vorhatten und wählte ihn schließlich mit dem Sechstrundenpick der Canucks aus. Kurz darauf legte Detroits Scout Christer Rockström offiziellen Protest ein und Funktionäre anderer NHL-Franchises stürmten die Bühne des Met Centers, wo der Entry Draft stattfand. Neben Rockström legten auch die Hartford Whalers und die Washington Capitals Protest gegen die Wahl Vancouvers ein, woraufhin die Liga den Fall untersuchte. Am 17. Mai 1990 wurde die Selektion Bures von Ligapräsident John Ziegler als illegal eingestuft. Gegen diese Entscheidung legten die Vancouver Canucks Berufung ein und legten in der Folge Spielberichte über Bures zusätzliche Einsätze vor. Erst am Vorabend des NHL Entry Draft 1990, in dem Bure erneut von einem Team der NHL hätte ausgewählt werden können, wurde die Wahl Vancouvers aus dem Vorjahr als regelkonform eingestuft.

#### Migration nach Nordamerika
Bures Wechsel nach Nordamerika gestaltete sich auch auf Grund der politischen Situation als schwierig. Die Sowjets untersagten den Canucks, mit Bure persönlich Kontakt aufzunehmen. In einem Interview mit dem Toronto Star Anfang 1991 sagte Bure, er zögere nach Nordamerika zu wechseln, da er befürchtete, die Behörden würden seinem drei Jahre jüngeren Bruder Waleri Bure, der zu dem Zeitpunkt in einer russischen Juniorenliga aktiv war, „Schwierigkeiten bereiten“. Am 6. September 1991 schließlich verließ Pawel Bure zusammen mit seinem Vater und seinem Bruder Moskau in Richtung Los Angeles, wo sie kurzzeitig lebten. Seine Mutter folgte wenig später.
Bevor die Vancouver Canucks und Bure sich auf einen gültigen Vertrag einigen konnten, musste zunächst der bestehende Kontrakt zwischen Bure und dem HK ZSKA Moskau aufgelöst werden. Bei einer Gerichtsverhandlung zwischen Vertretern beider Parteien in Detroit Ende Oktober 1991 boten die Canucks der Gegenpartei 200.000 US-Dollar für die Auflösung des Vertrags. Der ZSKA nahm das Angebot nicht an, woraufhin Bure noch im Gerichtssaal zusätzlich 50.000 US-Dollar anbot. Daraufhin akzeptierte der ZSKA die Offerte und die Canucks zahlten die gesamte Summe von 250.000 US-Dollar. Kurz darauf unterschrieb Pawel Bure einen Vierjahresvertrag bei den Vancouver Canucks im Wert von 2,7 Millionen US-Dollar; zusätzlich erhielt er einen Unterschriftsbonus von 800.000 US-Dollar. Dadurch war er hinter Mannschaftskapitän Trevor Linden der zweitbestbezahlte Spieler Vancouvers.

### Vancouver Canucks (1991–1999)

#### Sofortiger Erfolg in der NHL

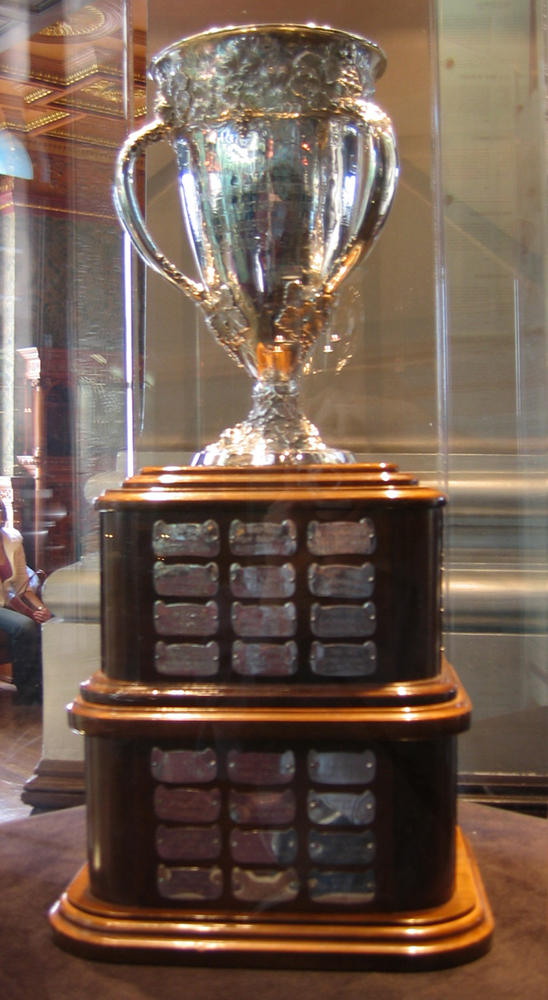
Bure gewann 1992 die Calder Memorial Trophy als bester Rookie der National Hockey League.

Durch die Gerichtsverhandlung verzögerte sich Bures Debüt in der National Hockey League um etwa einen Monat. Sein erstes Spiel in der NHL absolvierte der Flügelstürmer am 3. November 1991 gegen die Winnipeg Jets. Obschon er in dieser Partie ohne Scorerpunkt blieb, hinterließ er sowohl bei Fans als auch Medienvertretern ob seines Talents und vor allem seiner Geschwindigkeit einen bleibenden Eindruck. In einem Zeitungsbericht der Vancouver Sun über dieses Spiel verglich ein Kolumnist Bure mit einer Rakete und bezeichnete ihn als „schnellste sowjetische Kreation seit Sputnik“. Den Spitznamen The Russian Rocket sollte Bure bis zu seinem Karriereende behalten. In seinem dritten NHL-Spiel erzielte er seinen ersten Punkt, eine Torvorlage. Eine Partie darauf gelang ihm gegen Torwart Daniel Berthiaume von den Los Angeles Kings sein erster Torerfolg. Insgesamt erzielte Pawel Bure in der Saison 1991/92 in 65 Spielen 34 Tore, darunter 22 in den letzten 23 Saisonspielen. In den Play-offs 1992 gelang ihm im sechsten Spiel der Best-of-Seven-Serie gegen die Winnipeg Jets sein erster Hattrick. In der zweiten Play-off-Runde schieden die Canucks gegen die Edmonton Oilers aus.
Am Ende der Saison wurde Bure mit der Calder Memorial Trophy ausgezeichnet, die jährlich von der NHL an den besten Neuprofi vergeben wird. Bei der Wahl setzte er sich gegen Abwehrspieler Nicklas Lidström von den Detroit Red Wings durch. Die Calder Memorial Trophy für Bure sowie der Jack Adams Award für Trainer Pat Quinn waren die ersten NHL Awards für das Franchise aus British Columbia. Trotz der Auszeichnung als bester Rookie blieb Pawel Bure die Wahl in das NHL All-Rookie-Team verwehrt, da er bei der Wahl zwar insgesamt die Meisten Stimmen bekam, diese sich jedoch auf die Position des linken und rechten Flügelstürmers aufteilten und er am Ende auf keiner der beiden Positionen genügend Stimmen hatte, die für eine Wahl in das Team berechtigten. Damit ist er der einzige Spieler in der Geschichte der NHL, der die Calder Memorial Trophy gewann, aber nicht in das All-Rookie-Team gewählt wurde.
In der darauffolgenden Saison nahm Bure erstmals am NHL All-Star-Game teil. Dabei lief er für das Team der Campbell Conference auf und erzielte bei der 6:16-Niederlage gegen das Team der Wales Conference zwei Tore. Im Verlauf der Spielzeit 1992/93 stelle Pawel Bure mehrere Franchiserekorde auf. Seine 60 erzielten Tore waren die Meisten seit Tony Tantis 45 Treffern aus der Saison 1983/84. Insgesamt erreichte Bure 110 Scorerpunkte und verbesserte damit Patrik Sundströms Franchiserekord von 91 Punkten, ebenfalls aus der Saison 1983/84. Bures Punkterekord hatte bis 2010 bestand, als Henrik Sedin mit 112 Scorerpunkten eine neue Bestmarke setzte. Im Anschluss an die Saison wurde Bure als erster Vancouver-Canucks-Spieler in das NHL First All-Star-Team gewählt. In der Folgesaison war der Offensivakteur mit 60 erzielten Treffern der erfolgreichste Torschütze der gesamten NHL – seit 1999 verleiht die NHL für diese Leistung die Maurice ‚Rocket‘ Richard Trophy. Zusätzlich wurde Pawel Bure der achte NHL-Akteur, der in zwei aufeinanderfolgenden Spielzeiten 60 oder mehr Tore erzielte. Im März 1994 wurde Bure zum NHL-Spieler des Monats ernannt, nachdem er in den 16 Partien der Canucks in diesem Monat 19 Tore erzielte und elf weitere vorbereitete. Nach seinen ersten drei Spielzeiten hatte Pawel Bure insgesamt 154 Tore selbst erzielt; lediglich Wayne Gretzky und Mike Bossy waren in ihren ersten drei Saisons erfolgreicher.
Die Vancouver Canucks erreichten die Play-offs 1994 als siebtbestes Team der Western Conference und trafen in der ersten Runde auf die Calgary Flames. Im siebten und entscheidenden Spiel der Best-of-Seven-Serie gelang Bure eines der bedeutendsten Tore der Vancouver-Canucks-Historie. In der zweiten Overtime stand er nach einem Pass von Jeff Brown alleine vor Flames-Torwart Mike Vernon, den er mit einem Täuschungsmanöver überwinden und den Siegtreffer erzielen konnte. Die Vancouver Canucks erreichten nach weiteren Siegen gegen die Dallas Stars und die Toronto Maple Leafs das Finale um den Stanley Cup gegen den Sieger der Eastern Conference, die New York Rangers. Die Rangers gewannen das siebte Spiel mit 3:2 und dadurch ihren vierten Stanley Cup nach 1928, 1933 und 1940. Pawel Bure erzielte in 24 Partien 16 Tore und insgesamt 31 Punkte und war damit zweitbester Punktesammler hinter New Yorks Brian Leetch, der auch die Conn Smythe Trophy als wertvollster Spieler der Stanley-Cup-Play-offs gewann.
In der nachfolgenden Off-Season unterschrieb Bure am 16. Juni 1994 einen neuen Fünfjahresvertrag im Wert von 24,5 Millionen US-Dollar. Dadurch wurde Bure mit 4,9 Millionen US-Dollar Jahresgehalt hinter Wayne Gretzky und Mario Lemieux der drittbestbezahlte Spieler der NHL. Die Verhandlungen gestalteten sich als schwierig. Bereits zu Beginn der Saison 1993/94 arbeiteten beide Seiten erfolglos an einem neuen Kontrakt. Hauptgrund für das Scheitern der Verhandlungen waren die Forderungen der Canucks, das Gehalt in Kanadischen Dollar und zum aktuellen Wechselkurs des US-Dollar auszuzahlen. Während der Stanley-Cup-Play-offs 1994 wurde Bure mehrmals unterstellt, er würde den Canucks drohen, nicht für das Team in den Play-offs zu spielen, sollten seine Forderungen – angeblich ein Fünfjahresvertrag im Wert von 30 Millionen US-Dollar – nicht erfüllt werden.
Während des Lockouts zu Beginn der Saison 1994/95 absolvierte Bure je eine Partie für den HK Spartak Moskau in der russischen Internationalen Hockey-Liga sowie für den EV Landshut in der Deutschen Eishockey Liga. Zusätzlich absolvierte er für ein aus russischen NHL-Spielern bestehendes Team fünf Wohltätigkeitsspiele in Russland. In dem von Wjatscheslaw Fetissow organisierten Event spielte er unter anderem mit Sergei Fjodorow und Alexander Mogilny zusammen, mit denen er bereits beim HK ZSKA Moskau erfolgreich war. Nachdem die National Hockey League und die National Hockey League Players’ Association am 12. Januar 1995 ihren Disput beilegten und sich auf die Wiederaufnahme des Spielbetriebs einigten, kam es erneut zu Vertragsunstimmigkeiten zwischen Bure und den Canucks. Bures Agent Ron Salcer behauptete, die Vancouver Canucks hätten versprochen, Bure sein volles Gehalt auszuzahlen, obschon die NHL durch den Lockout knapp die Hälfte aller Spiele annullieren musste. Beide Parteien einigten sich darauf, die Summe – etwa 1,7 Millionen US-Dollar – auf ein Treuhandkonto zu transferieren die Gespräche zu einem späteren Zeitpunkt fortzusetzen. In der verkürzten NHL-Spielzeit 1994/95 bestritt Bure 44 Spiele für die Canucks und erzielte dabei 43 Scorerpunkte. In den Play-offs schied Vancouver in der zweiten Runde nach einem Sweep gegen die Chicago Blackhawks aus.

#### Verletzungspech und Transferwunsch

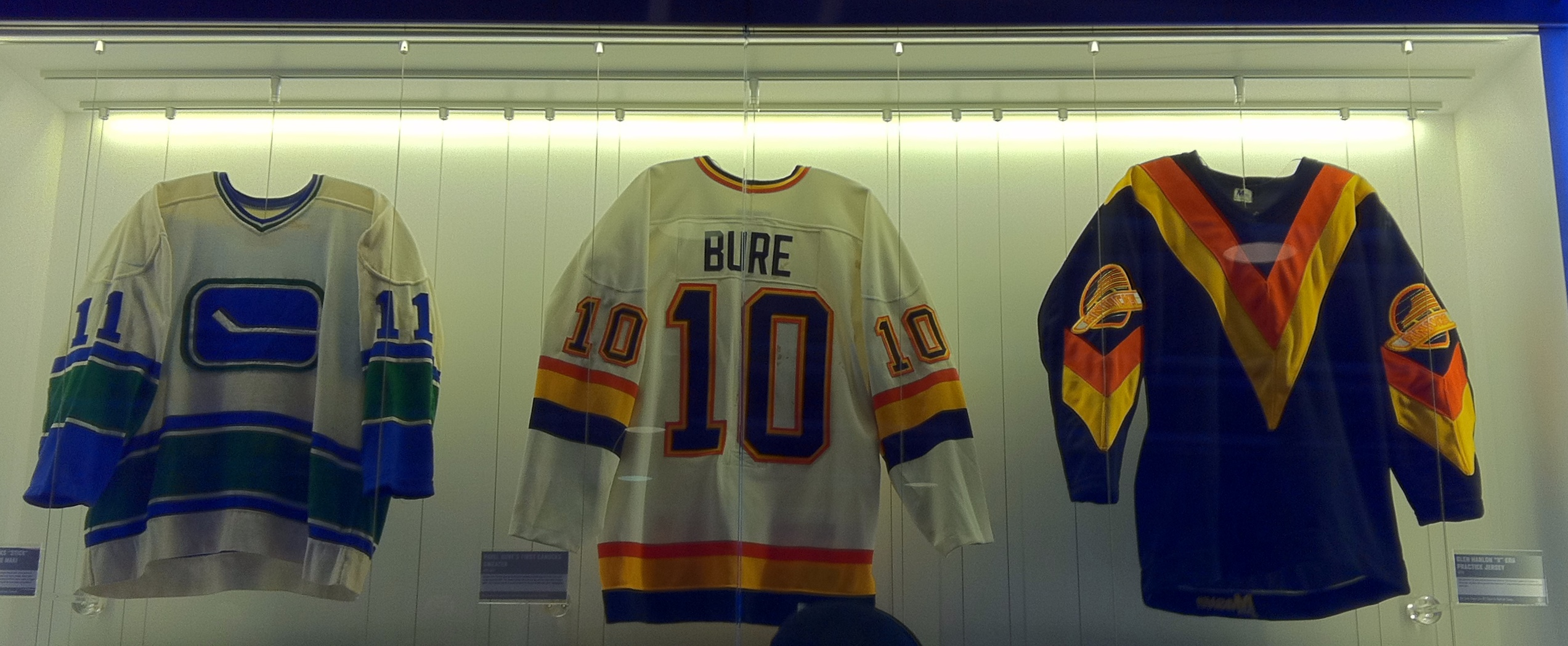
Bures Trikot (Mitte) das er in seinem ersten NHL-Spiel im November 1991 trug; ausgestellt in der Rogers Arena.

Zu Beginn der NHL-Saison 1995/96 wechselte Bure in Gedenken an seine Übersiedlung nach Nordamerika am 6. September 1991 von der Rückennummer 10 zur 96 (9. Monat, 6. Tag). Bure wollte bereits zu Beginn seiner NHL-Karriere die 96 tragen, was vom damaligen Trainer Pat Quinn jedoch untersagt wurde, da dieser nichts von hohen Rückennummern hielt. Am Anfang dieser Spielzeit erlitt Bure seine erste von zahlreichen schweren Knieverletzungen. Bei einer Partie gegen Chicago am 9. November 1995 fiel Bure nach einem Zweikampf mit Steve Smith aufs Eis; dabei blieb er mit seinem rechten Schlittschuh in der Bande stecken. Er riss sich das rechte Kreuzband und fiel für den Rest der Saison aus.
Im ersten Saisonspiel in der Spielzeit darauf wurde Bure von Calgary-Flames-Verteidiger Todd Simpson mit dem Kopf voran in die Bande gecheckt. Obwohl er in den Wochen darauf Kopfschmerzen verspürte, ließ er sich weiterhin von Cheftrainer Tom Renney aufstellen. Gut einen Monat vor Ende der regulären Saison verließ Bure nach einem weiteren Bodycheck von Aaron Miller von der Colorado Avalanche das laufende Spiel. Der Flügelstürmer fiel für den Rest der Saison aus und gab erst nach dem Spiel zu, dass er schon seit dem Simpson-Check aus dem ersten Saisonspiel mit einem anhaltenden Schleudertrauma zu kämpfen hatte.

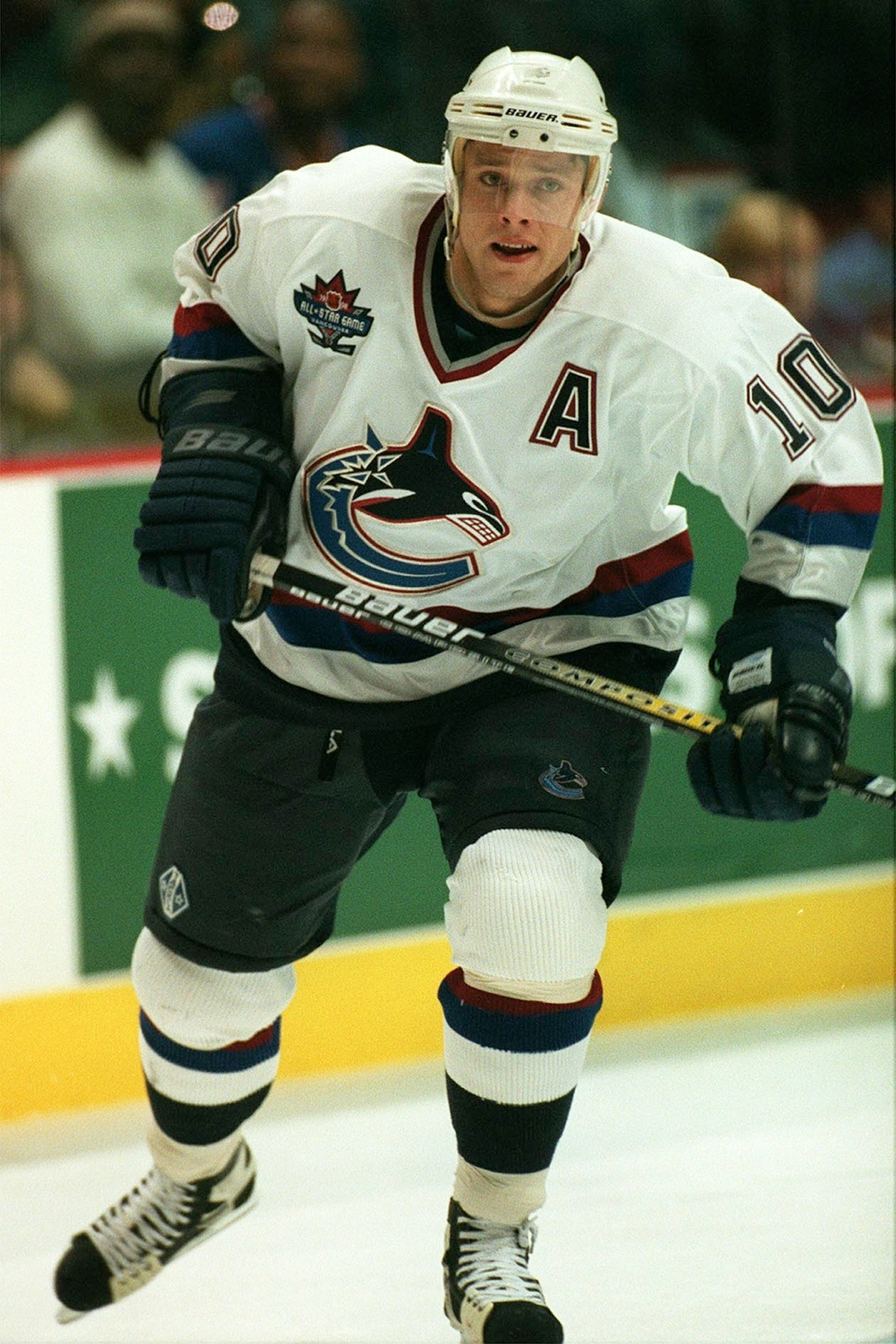
Pawel Bure im Trikot der Vancouver Canucks (1997).

Nach zwei von Verletzungen geprägten Saisons wechselte Bure zurück zur Rückennummer 10. Bure betonte, er sei nicht abergläubisch, berief sich aber bei seiner Entscheidung auf die erfolglosen beiden Vorsaisons. Am 26. August 1997 berichtete die Zeitung The Province, Bure hätte die Vancouver Canucks um einen Vereinswechsel gebeten. Daraufhin berichteten auch andere Tageszeitungen von den Wechselabsichten des Spielers. Sportlich verlief die NHL-Saison 1997/98 für Bure persönlich erfolgreich. Er blieb verletzungsfrei und bestritt alle 82 Partien für die Canucks. Dabei erzielte er 51 Tore – ein Tor weniger als die Torschützenkönige Peter Bondra und Teemu Selänne. Pawel Bure beendete die Spielzeit mit insgesamt 90 Scorerpunkten gemeinsam mit Wayne Gretzky als drittbester Punktesammler der gesamten National Hockey League hinter Jaromír Jágr (102) und Peter Forsberg (91).
Am 5. Juli 1998 informierte Bure den neuen General Manager der Canucks, Brian Burke, über den Umstand, dass er trotz laufenden Vertrages nicht mehr für Vancouver spielen werde. Einen Monat darauf wandte er sich an die Öffentlichkeit und erklärte, die Canucks aus „persönlichen Gründen“ verlassen zu wollen. Bure blieb der Saisonvorbereitung der Canucks fern und trainierte stattdessen bei seinem alten Klub HK ZSKA Moskau. Während seines Ausstands schlug er ein Angebot des belarussischen Staatspräsidenten Aljaksandr Lukaschenka aus, für ein Gehalt von 4 Millionen US-Dollar in der belarussischen Liga zu spielen.

### Florida Panthers (1999–2002)
Am 17. Januar 1999 wurde Pawel Bure gemeinsam mit den Spielern Bret Hedican und Brad Ference sowie einem Drittrunden-Wahlrecht für den NHL Entry Draft 2000 zu den Florida Panthers transferiert; die Vancouver Canucks erhielten im Gegenzug die Spieler Ed Jovanovski, Dave Gagner, Mike Brown und Kevin Weekes sowie ein Erstrunden-Draftpick für den Entry Draft 2000. Burke und Panthers-General-Manager Bryan Murray arbeiteten bereits seit Dezember 1998 an dem Tauschgeschäft. Nach Abschluss des Transfers erklärte Bure in einem Interview, dass er nach seiner Ankunft aus Moskau 1991 von den Verantwortlichen kaum in das Team integriert wurde und sich bei ihm im Laufe der Zeit ein Gefühl der Entfremdung einstellte. Als Beispiele nannte er, dass das Management sich erst zwei Wochen nach seiner Ankunft in Los Angeles den Kontakt mit ihm gesucht hätte. Außerdem behauptete Bure, dass die in den Medien verbreiteten angeblichen Streikandrohungen Bures während der Play-offs 1994 von Canucks-Verantwortlichen in die Welt gesetzt wurden.
Pawel Bure bestritt am 20. Januar 1999 sein erstes Spiel für die Panthers. Gegen die New York Islanders gelangen ihm zwei Tore. In seinen ersten sechs Partien für seinen neuen Verein traf Bure acht Mal, zusätzlich bereitete er drei Treffer vor. Kurz darauf verletzte er sich erneut am rechten Knie und fiel für die folgenden drei Wochen aus. Drei Tage nach Bekanntwerden der Verletzung gaben die Panthers die Vertragsverlängerung mit Bure bekannt. Der neue Kontrakt hatte eine Laufzeit von fünf Jahren und war mit insgesamt 47,5 Millionen US-Dollar dotiert. Florida hatte zusätzlich die Option für ein sechstes Jahr, welches Bure ein Gehalt von 10,5 Millionen US-Dollar zusicherte. Dieser Vertrag war der teuerste der Panthers-Historie. Pawel Bure absolvierte in der Spielzeit 1998/99 noch fünf weitere Partien für Florida, bevor er am 3. März 1999 beim Spiel gegen die Colorado Avalanche mit Verteidiger Adam Foote kollidierte, erneut am Kreuzband operiert werden musste und für den Rest der Saison ausfiel.
In der NHL-Saison 1999/2000 erzielte Bure in 74 Spielen 58 Tore und war damit zum zweiten Mal nach 1994 bester Torjäger der National Hockey League. Folglich gewann er zum ersten Mal die Maurice ‚Rocket‘ Richard Trophy, die erst in der Vorsaison eingeführt wurde und jährlich an den besten Torschützen der NHL vergeben wird. Seine insgesamt erzielten 94 Scorerpunkte waren die Zweitmeisten hinter Art-Ross-Trophy-Gewinner Jaromír Jágr (96). Damit setzte Bure gleich in seiner ersten Saison neue Franchiserekorde in den Kategorien Tore und Scorerpunkte auf. Durch Bures Leistungen erreichte Florida erstmals nach drei Jahren wieder die Play-offs, wo sie in der ersten Runde gegen den späteren Stanley-Cup-Sieger New Jersey Devils ausschieden. Für Bure selbst war es die letzte Play-off-Teilnahme seiner Karriere. Am Ende der Spielzeit wurde Bure in das NHL Second All-Star-Team gewählt. Zusätzlich war er für die Hart Memorial Trophy nominiert, die an den wertvollsten Spieler der regulären Saison vergeben wird. Die Trophäe erhielt jedoch Verteidiger Chris Pronger von den St. Louis Blues. Im Voting für die Lady Byng Memorial Trophy, die an den fairsten Spieler vergeben wird, belegte er den vierten Platz.
Pawel Bure führte auch in der Folgesaison die NHL-Torjägerliste an und gewann folglich seine zweite Maurice Richard Trophy. Mit 59 Toren verbesserte er zugleich seinen eigenen Franchiserekord. Die Florida Panthers verpassten als zwölftplatziertes Team der Eastern Conference die Play-offs. Während Bure mit 92 Scorerpunkten überzeugen konnte, verlief die Saison für den Rest der Panthers-Offensive sehr enttäuschend; so erzielte Floridas zweitbester Scorer Wiktor Koslow lediglich 14 Treffer und insgesamt 37 Punkte. Zu Beginn der Saison 2001/02 verpflichteten die Panthers Pawels Bruder Waleri Bure von den Calgary Flames.

### New York Rangers (2002–2003)
Nach 56 Partien der Saison 2001/02, in denen Bure die Panthers erneut in der Scorerwertung anführte, wurde er am 18. März 2002 gemeinsam mit einem Zweitrunden-Draftpick für den NHL Entry Draft 2002 an die New York Rangers abgegeben. Florida erhielt im Gegenzug die Spieler Igor Ulanow und Filip Novák, sowie ein Erst- und Zweitrunden-Wahlrecht für den Entry Draft 2002 und ein Viertrunden-Draftpick für den NHL Entry Draft 2003. Die Rangers wollten Bure bereits 1997 verpflichten, als Bure sich geweigert hatte, für die Vancouver Canucks zu spielen. Wayne Gretzky, der seine NHL-Karriere als Spieler der Rangers im selben Jahr beendete, in dem Bure nach Florida wechselte, sagte am Ende der Saison 1999/2000, er hätte seine Karriere fortgesetzt, wenn Bure zu den New York Rangers transferiert worden wäre. Bure absolvierte in der Saison 2001/02 zwölf Partien für die Rangers und erzielte dabei zwölf Tore und acht Torvorlagen.
Vor Beginn der Saison 2002/03 verletzte sich Bure während eines Testspiels gegen die New Jersey Devils am Knie und fiel für die ersten drei Saisonspiele aus. Nach 27 Spielen für die Rangers erlitt Bure am 6. Dezember 2002 nach einer Kollision mit Curtis Brown von den Buffalo Sabres einen Meniskusriss, wodurch er erneut mehrere Wochen vom Spielgeschehen aussetzen musste. Insgesamt absolvierte Pawel Bure in dieser Spielzeit verletzungsbedingt lediglich 39 von 82 Partien für die Rangers.

### Karriereende
Vor Beginn der NHL-Spielzeit 2003/04 scheiterte Bure auf Grund anhaltender Knieprobleme am Fitnesstest der Rangers und wurde vom medizinischen Personal als nicht spielfähig eingestuft. Die New York Rangers ließen ihn beim NHL Waiver Draft unprotected, er hätte also von einem anderen Franchise ohne Kompensation verpflichtet werden können. Die Rangers erhofften sich, dass ein anderes Team den Spieler und sein Gehalt übernehmen würde, da letzteres nur zu 80 % von der Versicherung bezahlt wurde. Bure wurde von keinem Team selektiert und absolvierte in der Saison 2003/04 kein Spiel. Auch während des Lockouts in der Saison 2004/05, die letztlich komplett ausfiel, schloss er sich keinem anderen Team an.
Am 1. November 2005 gab Pawel Bure bei einer Pressekonferenz in Moskau auf Grund von Komplikationen mit seinem chronisch verletzten Knie sein Karriereende als Spieler bekannt. Das letzte Spiel seiner Karriere bestritt er mehr als zwei Jahre zuvor am 15. März 2003, wenige Wochen vor seinem 32. Geburtstag, gegen die New Jersey Devils. Unmittelbar nach Bekanntgabe seines Karriereendes übernahm er den Posten des General Managers von Russlands Eishockey-Olympiaauswahl bei den Olympischen Winterspielen 2006.
Bure erzielte in 702 NHL-Spielen 437 Tore und ist in dieser Statistik mit einem Schnitt von 0,623 Toren pro Spiel hinter Mike Bossy (0,762), Cy Denneny (0,756), Mario Lemieux (0,754) und Babe Dye (0,742) fünft-erfolgreichster Torschütze der National-Hockey-League-Historie.

### Internationale Karriere mit der sowjetischen und russischen Nationalmannschaft

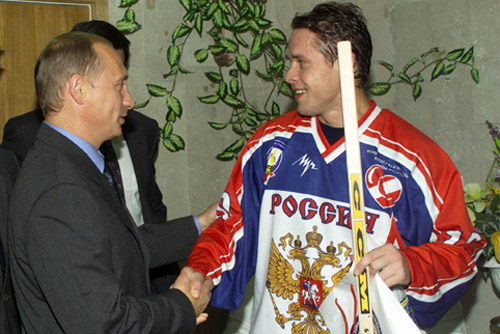
Pawel Bure (rechts) im Trikot der russischen Nationalmannschaft neben Russlands Staatspräsident Wladimir Putin (2001).

Bure vertrat sein Heimatland mit der sowjetischen Nationalmannschaft erstmals beim Québec Esso Cup 1988. Bei diesem Turnier gewann er mit seinem Team nach einem Finalsieg gegen die schwedische Auswahl die Goldmedaille. Im selben Jahr nahm er zudem an der U18-Junioren-Europameisterschaft teil. Bure erzielte in sechs Spielen zehn Tore und erspielte sich mit seiner Mannschaft die Bronzemedaille sowie eine Nominierung für das All-Star-Team des Wettbewerbs. Bei der U18-Junioren-Europameisterschaft 1989 gewannen die Sowjets die Goldmedaille. Im selben Jahr nahm Pawel Bure im Alter von 17 Jahren erstmals an einer U20-Junioren-Weltmeisterschaft teil. Bure spielte in einer Angriffsreihe mit Sergei Fjodorow und Alexander Mogilny, mit denen er auch beim HK ZSKA Moskau eine Sturmreihe bildete. Beim Goldmedaillengewinn der Sowjetunion traf Bure in sieben Spielen acht Mal ins Tor und war damit gemeinsam mit dem US-Amerikaner Jeremy Roenick erfolgreichster Torschütze des Turniers. Seine insgesamt 14 erzielten Scorerpunkte waren teamintern die Meisten. Im Anschluss an die Weltmeisterschaft wurde Bure sowohl in das All-Star-Team gewählt, als auch als bester Stürmer des Turniers ausgezeichnet.
1990 nahm er an drei internationalen Wettbewerben teil. Zuerst vertrat er die Sowjetunion bei der U20-Junioren-Weltmeisterschaft und belegte dort hinter der kanadischen Nationalmannschaft den zweiten Platz. Einige Monate darauf gab er bei der Eishockey-Weltmeisterschaft seinen Einstand in der sowjetischen Herrenmannschaft. Bei dem in der Schweiz ausgetragenen Turnier gewann er seine erste Goldmedaille im Profibereich. Von der Siegprämie von 10.000 US-Dollar, die jeder sowjetische Spieler erhielt, kaufte er sich einen neuen Lada. Im Juli 1990 nahm er zudem an den Goodwill Games in Seattle teil. Bure erzielte in fünf Partien vier Tore und eine Torvorlage und die sowjetische Mannschaft gewann nach einem Sieg im Finalspiel gegen das Team USA die Goldmedaille.
Im Jahr darauf nahm er an seiner dritten und letzten U20-Junioren-Weltmeisterschaft teil. Pawel Bure beendete das Turnier als bester Torschütze mit 12 Treffern in 7 Spielen, musste sich aber wie im Vorjahr hinter der kanadischen Auswahl mit dem zweiten Rang begnügen. Insgesamt erzielte Bure bei seinen drei U20-WM-Teilnahmen 27 Tore; mehr als jeder andere Spieler. Seine 39 Scorerpunkte sind hinter Peter Forsberg (Schweden, 42) und Robert Reichel (Tschechoslowakei, 40) die Drittmeisten der Turnierhistorie. Bei der Herrenweltmeisterschaft 1991 wenige Monate darauf folgte der Gewinn der Bronzemedaille. Bure sollte die Sowjetunion auch beim Canada Cup 1991 vertreten, wurde aber am Vorabend des Turniers auf Grund des Vertragsdisputs mit dem HK ZSKA Moskau aus dem Kader gestrichen.
Für die russische Nationalmannschaft sollte Bure erstmals beim World Cup of Hockey 1996 auflaufen, fiel aber wegen einer Nierenquetschung, die er sich während eines Testspiels gegen das Team USA vor Turnierbeginn zuzog, aus. Zwei Jahre darauf erreichte er beim olympischen Eishockeyturnier 1998 in Nagano mit der russischen Auswahl das Finale und unterlag dort der tschechischen Nationalmannschaft mit 0:1. Bure erzielte in sechs Partien neun Tore und wurde zum besten Stürmer des Turniers gewählt.
Nachdem die Florida Panthers in den National-Hockey-League-Play-offs in der ersten Runde gegen die New Jersey Devils ausschieden, wurde Bure für den russischen Kader der Weltmeisterschaft 2000 nachnominiert. Bei seiner ersten WM-Teilnahme nach 1991 verpassten die Russen jedoch die Medaillenränge. Seinen letzten Einsatz auf internationaler Ebene hatte Pawel Bure bei den Olympischen Winterspielen 2002 in Salt Lake City. Bure, der das Turnier trotz einer gebrochenen Hand bestritt, erreichte mit der Sbornaja das Halbfinale und unterlag in diesem den US-Amerikanern mit 2:3. Im Spiel um Platz 3 sicherte er sich mit seiner Mannschaft nach einem Sieg gegen Belarus die Bronzemedaille.
Nach seinem Karriereende übernahm er den Posten des General Managers von Russlands Eishockeyolympiamannschaft bei den Olympischen Winterspielen 2006. In dieser Position zählte die Auswahl der russischen Eishockeyolympiadelegation zu seinen Hauptaufgaben. Die Mannschaft unterlag im Halbfinale den Finnen und verfehlte durch eine weitere Niederlage gegen die tschechische Nationalmannschaft im Spiel um den dritten Platz die Medaillenränge. Bei den Olympischen Winterspielen 2010 zählte Bure nicht mehr zu Russlands Mitarbeiterstab.

### Ehrungen
Am 20. Mai 2012 wurde Pawel Bure für seine Leistungen auf internationaler Ebene in die IIHF Hall of Fame aufgenommen, ein halbes Jahr darauf folgte am 12. November 2012 die Aufnahme in die Hockey Hall of Fame (HHOF). Die Laudatio auf Bure bei der HHOF-Aufnahmezeremonie hielt sein ehemaliger Trainer Pat Quinn. Quinn erwähnte dabei, dass Bure es wie Bobby Orr verstand, sowohl die eigenen Fans, als auch die der gegnerischen Mannschaft allein durch seine Spielweise zu begeistern. Igor Larionow betonte Bures Vorbildfunktion auf andere junge russische Spieler zur Zeit des Zerfalls der Sowjetunion. Durch Bures Ruhm in Nordamerika wäre ihnen bewusst geworden, dass auch russische Spieler in der National Hockey League Erfolg haben könnten. Bures Einfluss greift auch auf die nachfolgende Generation über, unter anderem bezeichnet sich der russische Flügelstürmer Nail Jakupow als Bewunderer Pawel Bures; außerdem trägt er ihm zu Ehren die Rückennummer 10.
Die Vancouver Canucks ehren Bure damit, dass sie seine Rückennummer 10 nicht mehr vergeben. In der NHL-Saison 2013/14 wird sein Trikot unter das Hallendach der Rogers Arena gehängt werden.

## Karrierestatistik

### International
(Legende zur Spielerstatistik: Sp oder GP = absolvierte Spiele; T oder G = erzielte Tore; V oder A = erzielte Assists; Pkt oder Pts = erzielte Scorerpunkte; SM oder PIM = erhaltene Strafminuten; +/− = Plus/Minus-Bilanz; PP = erzielte Überzahltore; SH = erzielte Unterzahltore; GW = erzielte Siegtore; 1 Play-downs/Relegation; Kursiv: Statistik nicht vollständig)
a = Junioren-Gesamtstatistik ohne Québec Esso Cup 1988.
b = Strafminutenstatistik ohne Goodwill Games 1990.

## Spielstil
Pawel Bures hervorstechendstes spielerisches Merkmal war seine Beschleunigung und hohe Endgeschwindigkeit auf dem Eis, die ihm bereits früh in seiner NHL-Karriere den Spitznamen ‚Russian Rocket‘ bescherten und die ihn zu einem der gefürchtetsten Torjäger seiner Ära machten. Diese Spielweise wurde ihm in der Eishockeyschule des HK ZSKA Moskau gelehrt und war typisch für sowjetische Spieler dieser Zeit. Durch seine Schnelligkeit war er in der Lage, sich von gegnerischen Verteidigern zu lösen; viele seiner Tore erzielte er in Eins-gegen-Eins-Situationen. Bures Lauftechnik unterschied sich signifikant von der von vielen nordamerikanischen Spielern angewandten Technik und erlaubte ihm, bei gleicher Kraftaufwendung eine höhere Leistung zu erzielen und schneller seine Höchstgeschwindigkeit zu erreichen.
Daneben stach Bures hervorragende Puckbeherrschung hervor, die auch bei hoher Geschwindigkeit nicht abnahm und ihm ermöglichte, in Einzelaktionen von einem Ende der Spielfläche zur anderen zu gelangen, dabei mehrere Gegenspieler durch Täuschungsmanöver zu umfahren und letztlich den gegnerischen Torhüter zu überwinden. Bure war mit 178 cm Körpergröße ein vergleichsweise kleiner Spieler, konnte diesen Nachteil aber durch Kraft, Geschwindigkeit und Courage ausgleichen und dadurch gegen physisch überlegene Gegenspieler bestehen. Sein Defensivspiel wird im Vergleich zu seinen offensiven Fähigkeiten als durchschnittlich bewertet. Pawel Bure besaß einen gefährlichen Schuss und wurde weitgehend als „reiner Torschütze“ („pure goal scorer“) bezeichnet.

## Außerhalb des Sports
2002 verklagte Bure die russische Zeitung the eXile auf Schadensersatz, nachdem sie berichtete, er habe sich von seiner damaligen Freundin Anna Kurnikowa getrennt, da sie zwei Vaginas habe. Obschon die Zeitung behauptete, es hätte sich um einen Scherz gehandelt, wurde sie im Juni 2002 zur Zahlung von 500.000 Rubel verurteilt. Zusätzlich musste eine Richtigstellung abgedruckt werden. Ein ähnlicher Prozess ereignete sich im Januar 2005. Die russische Kosmetikkette Arbat Prestige behauptete in einer Reklame, Bure habe mit der Entjungferung Kurnikowas geprahlt. Bure verklagte Arbat Prestige auf 300 Millionen Rubel sowie einem Widerruf und einer Entschuldigung. Im November 2005 stimmte das Moskauer Gericht Bures Klage zu und verurteilte Arbat Prestige zur Zahlung von 300.000 Rubel.
Am 31. Oktober 2006 wurde er von einem Piloten der Fluggesellschaft British Airways vor dem Start des Flugs von Moskau nach London mit einem randalierenden Fußballfan verwechselt und von der Beförderung ausgeschlossen. Trotz einer persönlichen Entschuldigung seitens der Airline verklagte Bure British Airways auf 20 Millionen Rubel Entschädigung. Ende August 2007 gab ein Gericht in Twer Bure Recht; legte das Strafmaß mit 67.000 Rubel aber deutlich geringer als von Bure gefordert aus.

## Erfolge und Auszeichnungen

### Sowjetunion
- 1989 Europapokal-Gewinn mit dem HK ZSKA Moskau
- 1989 Sowjetischer Meister mit dem HK ZSKA Moskau
- 1989 Rookie des Jahres der Wysschaja Liga
- 1990 Europapokal-Gewinn mit dem HK ZSKA Moskau

### National Hockey League
| - 1992 NHL-Rookie des Monats März - 1992 NHL-Rookie des Monats April - 1992 Calder Memorial Trophy - 1993 Teilnahme am NHL All-Star-Game - 1994 Teilnahme am NHL All-Star-Game - 1994 NHL-Spieler des Monats März - 1994 Bester Torschütze der NHL - 1994 NHL First All-Star-Team - 1997 Teilnahme am NHL All-Star-Game | - 1998 Teilnahme am NHL All-Star-Game - 1999 NHL-Spieler des Monats Dezember - 2000 Teilnahme am NHL All-Star Game - 2000 Most Valuable Player des NHL All-Star-Game - 2000 Maurice ‚Rocket‘ Richard Trophy - 2000 NHL Second All-Star-Team - 2001 Teilnahme am NHL All-Star-Game - 2001 Maurice ‚Rocket‘ Richard Trophy - 2001 NHL Second All-Star-Team |

### International

#### Junioren
| - 1988 Goldmedaille beim Québec Esso Cup - 1988 Bronzemedaille bei der U18-Junioren-Europameisterschaft - 1988 All-Star-Team der U18-Junioren-Europameisterschaft - 1989 Goldmedaille bei der U20-Junioren-Weltmeisterschaft - 1989 Bester Stürmer der U20-Junioren-Weltmeisterschaft - 1989 Bester Torschütze der U20-Junioren-Weltmeisterschaft (gemeinsam mit Jeremy Roenick) - 1989 All-Star-Team der U20-Junioren-Weltmeisterschaft | - 1989 Goldmedaille bei der U18-Junioren-Europameisterschaft - 1989 Bester Stürmer der U18-Junioren-Europameisterschaft - 1989 All-Star-Team der U18-Junioren-Europameisterschaft - 1990 Silbermedaille bei der U20-Junioren-Weltmeisterschaft - 1991 Silbermedaille bei der U20-Junioren-Weltmeisterschaft - 1991 Bester Torschütze der U20-Junioren-Weltmeisterschaft |

#### Herren
| - 1990 Goldmedaille bei der Weltmeisterschaft - 1990 Goldmedaille bei den Goodwill Games - 1991 Bronzemedaille bei der Weltmeisterschaft - 1991 Bester Vorlagengeber der Weltmeisterschaft | - 1998 Silbermedaille bei den Olympischen Winterspielen - 1998 Bester Stürmer der Olympischen Winterspiele - 1998 Bester Torschütze der Olympischen Winterspiele - 2002 Bronzemedaille bei den Olympischen Winterspielen |

### Sonstige
- 1990 Verdienter Meister des Sports der UdSSR im Eishockey
- 2012 Aufnahme in die IIHF Hall of Fame
- 2012 Aufnahme in die Hockey Hall of Fame